# José Antonio Laffaya
José Antonio Laffaya y Jordán (Segorbe, 2 de agosto de 1815-¿?) fue un pintor español.

## Biografía
Natural de la localidad castellonense de Segorbe, desde muy niño manifestó interés por el ejercicio de las artes, pero al final la situación familiar le obligó a decantarse por el estudio de la carrera de medicina. Terminada esta, y vuelto a su ciudad natal con el carácter de facultativo del hospital, pudo realizar sus aspiraciones: leyó las obras de Mengs y Palomino y se lanzó a confeccionar sus primeras pinturas al óleo.
El obispo de Segorbe, Domingo Canubio y Alberto, a sabiendas de la afición de Laffaya a la pintura y los progresos que había hecho en su ejercicio, le hizo pintar dos cuadros para la catedral de aquella ciudad, que representa a los esclarecidos varones españoles San Leandro y San Isidoro, Arzobispos de Sevilla. «La buena acogida de estas obras comprometió a Laffaya para otras muchas», asegura Ossorio y Bernard en su Galería biográfica de artistas españoles del siglo XIX.
Con la intención de conocer la obra de más pintores, Laffaya se mudó a Madrid en 1854, y aprovechó para asistir al Museo del Prado y ejecutar copias de Velázquez, Murillo y Ribera. En la exposición que se celebró en Valencia en 1855 con motivo de la fiesta secular de San Vicente Ferrer, presentó varios cuadros y el retrato del citado obispo, predicador en aquella festividad. Premiado con medalla de plata, Ossorio y Bernard asegura que lo pintó de memoria en menos de tres horas.
Pintó, asimismo, varios cuadros para iglesias y cofradías, y muy regular número de retratos, entre los que se cuentan los de José Todoli, canónigo de Segorbe; los niños de Santiago Dupuy, casi desnudos y jugando sobre unos almohadones; un niño del doctor Salvador Villalva; Francisco Asís de Borbón, para el Ayuntamiento de Valencia, por el que le premió la sociedad económica de aquella capital; el doctor Joaquín Hernández, obispo de Segorbe, para la sala capitular de aquella iglesia; el escultor Girona; Vicente y Pedro Sales, notables cantores de la catedral de Valencia; Luis Herrero, y Francisca Torrondell de Villalba. Compuso más cuadros religiosos, además de los ya citados, incluidos un Santa Rosa de Viterbo de grandes dimensiones, que fue a parar a la iglesia de Castilnovo, y dos grandes composiciones originales que representan a Jesús bendiciendo a los niños y El Salvador llamando a sus brazos a todos los quebrantados, estas dos últimas por encargo de Canubio, para el oratorio episcopal de Segorbe. Pintó también para aquella catedral las iniciales y la portada de un libro de coro, en las que figuraban varios asuntos alegóricos y una imagen de Nuestra Señora del Pilar.
Se desconoce cuándo falleció.